# Borocotó
Ricardo Lorenzo Rodríguez (Montevideo, 2 de enero de 1902 - Buenos Aires, 19 de junio de 1964), más conocido como Borocotó, fue un periodista deportivo, escritor y guionista uruguayo radicado en la Argentina, que se destacó por la influencia de sus opiniones sobre fútbol, en especial desde la revista El Gráfico. Fue el inventor del término "La Máquina" para definir a un famoso equipo de River Plate en la década del 40.

## Biografía
Ricardo Lorenzo Rodríguez nació en el barrio Guruyú de Montevideo, Uruguay. Migró a la Argentina y se radicó en Buenos Aires. Comenzó a trabajar en el periodismo en la Editorial Atlántida, y una de sus primeras notas estaba referida al carnaval montevideano, en la cual sostuvo que las agrupaciones "lubolas" de candombe llevaban un ritmo «bo-ro-co-tó cha-chás». Uno de sus jefes le recomendó que utilizara esa onomatopeya como seudónimo.
Dentro de la Editorial Atlántida integró el personal de la revista El Gráfico, junto a otros destacados periodistas deportivos como Dante Panzeri y Félix Daniel Frascara. Borocotó se destacó por un estilo costumbrista y emocional en sus relatos deportivos, que se orientaban a defender el "alma del potrero" como esencia del fútbol rioplatense.
Fue quien inventó el término «La Máquina» para designar a un famoso equipo de River Plate en los años 40. Escribió además varios libros, algunos adaptados para el cine, y él personalmente fue guionista de varias películas exitosas, entre las que se destaca Pelota de trapo (1948), dirigida por Leopoldo Torres Ríos.
Escribía en la contratapa de El Gráfico una columna de gran popularidad llamada "Apiladas", donde abordaba reflexiones y temas cotidianos relacionados con el deporte.

## Radio
Hizo también radio con Fioravanti y con Washington Rivera, conduciendo Cabalgata deportiva Gillette, un programa pionero en el tratamiento del deporte en Argentina. Ya con su hijo Eduardo Borocotó, por Radio Libertad hizo Fútbol con los Borocotó.

## Deportes
Más allá del fútbol, Borocotó era un apasionado del ciclismo y se dedicaba también al automovilismo y el boxeo. En el básquetbol utilizaba el seudónimo "D. Gancho".
El 17 de octubre de 1948, fundó el Sacachispas Fútbol Club, en el barrio de Villa Soldati de la ciudad de Buenos Aires. El nombre lo tomó de un ciclista amigo, y el color de la camiseta, de las flores lilas que crecían en el terreno donde se construyó la cancha.
En 1956 colaboró en la escritura del libro Historia de Boca Juniors, libro de dos tomos, donde participaron más de 10 periodistas de renombre de ese entonces. Este es uno de los libros que mejor narra la historia del club Boca Juniors hasta ese momento.

## Filmografía
Guionista
- Pelota de cuero, historia de una pasión (1963)
- Ritmo, sal y pimienta (1954)
- Sacachispas (1950)
- Bólidos de acero (1950)
- Con los mismos colores (1949)
- Su última pelea (1949)
- Pelota de trapo (1948)

Intérprete
- Campeón a la fuerza (1950)

## Familia
Es padre de Eduardo Lorenzo Borocotó, pediatra y político argentino también conocido simplemente como "Borocotó".